# Florian-Emil Dumitru
Florian-Emil Dumitru (n. 27 august 1979, Călărași, Călărași, România) este un deputat român, ales în 2020 din partea PNL. 